# 粉背薯蓣
粉背薯蓣（学名：Dioscorea collettii var. hypoglauca）又名圆锥花薯蓣、粉萆薢，为薯蓣科薯蓣属南华薯蓣的变种。

## 外部連結
- 粉萆薢 中藥材圖像數據庫  (香港浸會大學中醫藥學院) （中文）（英文）

- 維基物種上的相關：粉背薯蓣